# Anni-Linnea Alanen
Anni-Linnea Katariina Alanen (* 11. November 2002 in Vähäkyrö) ist eine finnische Leichtathletin, die sich auf den Speerwurf spezialisiert hat.

## Sportliche Laufbahn
Erste Erfahrungen bei internationalen Meisterschaften sammelte Anni-Linnea Alanen im Jahr 2021, als sie bei den U20-Europameisterschaften in Tallinn mit einer Weite von 54,80 m die Bronzemedaille im Speerwurf gewann. Anschließend belegte sie bei den U20-Weltmeisterschaften in Nairobi mit 48,25 m den elften Platz. Im Jahr darauf startete sie bei den Europameisterschaften in München und verpasste dort mit 52,09 m den Finaleinzug. 2023 wurde sie bei der 1. Liga der Team-Europameisterschaft im Zuge der Europaspiele in Chorzów mit 59,69 m Vierte und anschließend gewann sie bei den U23-Europameisterschaften in Espoo mit 56,67 m die Bronzemedaille hinter der Griechin Elina Tzengko und Gedly Tugi aus Estland. Im August schied sie bei den Weltmeisterschaften in Budapest mit 58,30 m in der Qualifikationsrunde aus. Im Jahr darauf verpasste sie bei den Europameisterschaften in Rom mit 53,03 m den Finaleinzug, ehe sie auch bei den Olympischen Sommerspielen in Paris mit 55,30 m in der Vorrunde ausschied.
In den Jahren 2021, 2023 und 2024 wurde Alanen finnische Meisterin im Speerwurf.